# Velloreille-lès-Choye
 Velloreille-lès-Choye es una población y comuna francesa, situada en la región de Franco Condado, departamento de Alto Saona, en el distrito de Vesoul y cantón de Gy.

## Demografía
| 61 | 64 | 51 | 55 | 45 | 51 | 64 |
| Para los censos de 1962 a 1999 la población legal corresponde a la población sin duplicidades (Fuente: INSEE [Consultar]) |    |    |    |    |    |    |